# Constant Huret
Constant Huret (Ressons-le-Long, 26 de enero de 1870-París; 18 de septiembre de 1951) fue un ciclista francés, especialista en pruebas en pista y de larga distancia. Fue profesional entre 1894 y 1902.
Ganó la prueba de 600 km en ruta Burdeos-París (conocida como El Derby de la Carretera) en 1899. Su registro se mantuvo como la mejor marca en la carrera durante 34 años. También se proclamó campeón mundial en pista en 1900, y ganó la Bol d'Or cuatro veces, en 1894, 1895, 1898 y 1902.
Aparece retratado por Henri de Toulouse-Lautrec en un cartel titulado La Chaine Simpson,  corriendo para el equipo de la Cadena Simpson.

## Medallero internacional
| Campeonato Mundial | Campeonato Mundial | Campeonato Mundial | Campeonato Mundial |
| Año                | Lugar              | Medalla            | Competición        |
| ------------------ | ------------------ | ------------------ | ------------------ |
| 1900               | París (Francia)    | Medalla de oro     | Medio fondo (P)    |

## Palmarés
1894
1.º Campeonato nacional francés Stayers
1.º  Bol d'Or
Récords mundiales durante 24 horas (736 km) y 100 km
8 días de París-Vel d'Hiv
1895
1.º  Bol d'Or
Récords mundiales durante 6 horas y 24 horas (829,498 km)
1896
Récords mundiales durante 6 horas y 100 km
1897
Récords mundiales durante 6 horas, 100 km y 24 horas (909,027 km)
1898
1.º  Bol d'Or
1899
1.º Burdeos-París (594 km en 16 horas y 35 minutos, a un promedio de 36 km/h)
1900
1.º Campeonato Mundial, Pista, Stayers, élite, París
1902
1.º  Bol d'Or
Récord mundial durante 6 horas